# 斯巴达
37°4′55″N 22°25′25″E / 37.08194°N 22.42361°E
斯巴达（多利亞希臘語：Σπάρτα，拉丁轉寫：Spártā；阿提卡希臘文：Σπάρτη，Spártē），是古希腊的一個奴隶制城邦，本名为拉刻代蒙（Λακεδαίμων，Lakedaímōn），位於中拉科尼亚平原的南部，埃夫罗塔斯河西岸。斯巴达城為古希臘地區的战略要冲，三面环山，扼守着塔伊耶托斯山脉，該山脉上的隘口是进入拉科尼亚和伯罗奔尼撒半岛的必经之路。
斯巴达以独裁专制、军国主义和严酷的纪律而闻名，实行奴隶主阶级的贵族寡头统治，与当时雅典的民主制度形成鲜明对比，并规定所有成年男性公民必须长期从军，一切制度和生活都带有军事色彩。斯巴达还拥有众多奴隶，称为黑劳士，因此「斯巴達式」也成為「艱苦進行」的代名詞。在伯罗奔尼撒战争中，斯巴达及其同盟者战胜雅典军队并稱霸整个希腊，但不久後便被新興的底比斯打败，在北方的馬其頓崛起後，斯巴達在希臘失去影響力。

## 史记

### 建立城邦

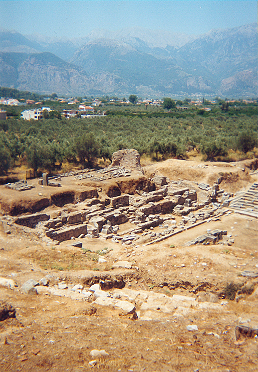
斯巴達城的遺址

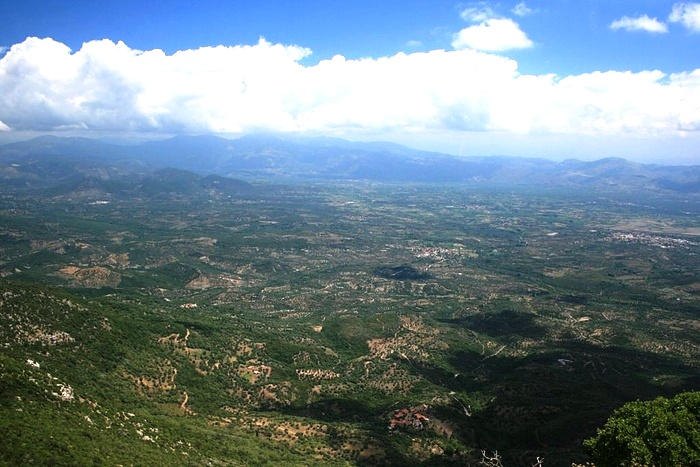
第一次麦西尼亚战争发生于麦西尼亚的麦西尼亚山

现在为世人所熟知的斯巴达指的是特洛伊战争80多年后多利亚人建立起来的斯巴达城邦，荷马史诗《伊利亚特》中迈锡尼的斯巴达王墨涅拉俄斯是更早时期的希腊人，他同后迈锡尼时期之斯巴达的唯一關聯只有相同的名字和地域。
約公元前1100年至前950年期间，来自希臘东北方伊庇鲁斯和马其顿的多利亞（或譯多里安）人入侵希臘南部的伯羅奔尼撒半島，攻佔了东部地区后，定居于拉塞达埃蒙河谷，以斯巴达为都。讽刺的是，這些占领了原斯巴达地区的多利亞人本是鳩佔鵲巢，却仍被稱為斯巴達人。新斯巴達人並將被征服地区的原斯巴达人亦即迈锡尼原居民變為奴隸，並继续其侵略脚步，攻占半岛东南部的拉科尼亚。前七、八世紀，當希臘各城邦為了解決人口過剩與農用土地不足的問題，而紛紛向海外殖民時，斯巴達並沒有跟進，而是用向外擴張的方式解決，约于公元前736年，斯巴達人（多利亞人）又开始对曾為迈锡尼文化做出贡献的西部鄰邦美塞尼亞（或譯麦西尼亚）进行长达20年的第一次美塞尼亞戰爭。美塞尼亚人不甘做野蛮人的奴隶，奋勇反击，發生第二次美塞尼亞戰爭，戰爭一度空前激烈，并一度几乎击垮斯巴达人，後來斯巴達人終獲勝利。经过兩次美塞尼亚战争，斯巴达將多數的美塞尼亞人變為奴隸，與拉科尼亚的原居民一樣，稱為黑劳士。抵抗力量中的幸存者被逐出伯罗奔尼撒半岛，一部分人逃往南義大利與西西里島，建立雷焦卡拉布里亚與墨西拿，另一部分人投奔雅典。兩次美塞尼亞戰爭後，為了防止再有類似的叛變，來古格士為斯巴達變法，從此斯巴達轉型為軍國主義的城邦。

### 组建同盟
第二次美塞尼亚战争後，斯巴達又陸續進攻伯羅奔尼撒半島的其他城邦，提吉亞、阿古斯與伯羅奔尼撒半島諸多城邦，震懾於斯巴達的武力，都甘願受其領導，因而組成伯罗奔尼撒同盟，斯巴達並成為盟主，當時希臘城邦出現推翻僭主統治的情況時，斯巴達常以維護寡頭政治的維護者之姿，時常去干涉其他城邦的內政，前508年，斯巴達曾接受伊薩哥拉斯的請求，試圖讓雅典成為斯巴達的附庸，後來這項計畫卻落空，但是斯巴達仍然不改這種干涉作風，也引起其他城邦的不滿，這些城邦反而支持雅典對抗斯巴達，斯巴達便只能留在伯羅奔尼撒半島稱霸。

### 波希戰爭

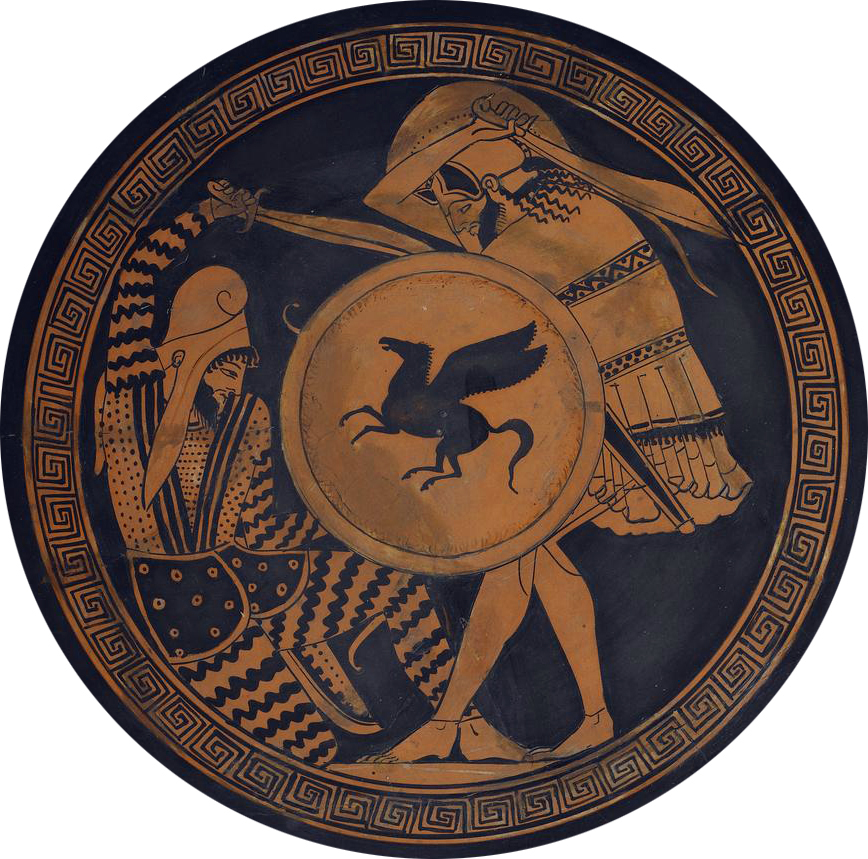
绘于前5世纪的陶杯上的希腊重装步兵与波斯战士的战斗

斯巴達人的驍勇善戰，可以由波希戰爭裡得見。在溫泉關戰役，斯巴達國王列奧尼達一世以其本國精兵300人、400名底比斯志願軍和6000名希臘各其它城邦的聯軍，在溫泉關抵擋了數量上遠遠超過他們的波斯軍隊，長達三天，使得波斯軍隊在頭兩天不得寸進，並且死傷慘重。但在第三天，一個希臘當地的居民背叛希臘陣營，帶領波斯軍隊沿著山區的小徑繞到希臘聯軍的後方，見此列奧尼達解散了希臘聯軍，留下300名斯巴達精兵一小股志願軍殿後。在經過一番激烈廝殺後，列奧尼達所率領殿後的志願軍全軍覆滅，但成功阻止波斯國王薛西斯一世所統率的大軍前進，給予希臘聯軍時間予以準備，結果最後希臘戰勝了波斯，斯巴達人應記一功。

### 爭霸希臘

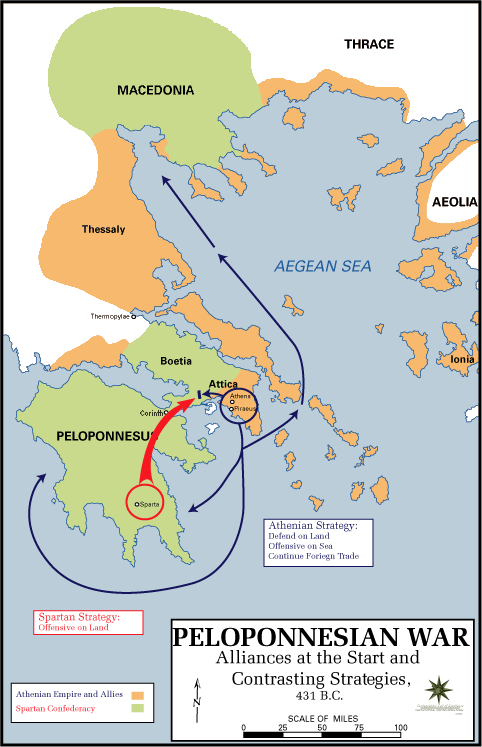
伯罗奔尼撒战争形势图

波斯戰爭後，斯巴達為了與雅典爭奪霸權，因此統率其主導的伯罗奔尼撒联盟與以雅典为首的提洛同盟進行了伯罗奔尼撒战争。这场战争从前431年一直持续到前404年，其中双方幾度停火，斯巴達不惜違反希臘傳統與波斯締結盟約，在波斯幫助之下，斯巴达建造一支足以威脅雅典的海軍，最后終於获胜。但雙方均打至筋疲力竭，結果斯巴達在稱霸希臘不久後便被新興的底比斯打敗。

### 走向衰亡
前333年，亞基斯三世在愛琴海某處與波斯阿契美尼德王朝指揮官法那巴佐斯和奧托弗拉達提斯會面，亞基斯三世像波斯透露他計畫在希臘本土與馬其頓作戰，但波斯僅提供30塔蘭同和10艘戰船給斯巴達，然而但亞基斯設法招募伊蘇斯戰役的希臘僱傭軍倖存者，而這支曾在波斯軍隊服役8,000名戰士經驗豐富，更渴望在戰場上對馬其頓人復仇。並在前331年夏天，亞基斯擊敗馬其頓在伯羅奔尼撒半島的科林斯駐軍司令。
同時，亞歷山大大帝的馬其頓攝政安提帕特前往色雷斯平亂，當安提帕特解決門農的叛亂問題後，回頭對抗亞基斯三世，此時亞歷山大即時送來一大筆財物，讓安提帕特得以招募色薩利人和許多雇傭軍，組成一支人數多達40,000名士兵的大軍，但其中馬其頓人僅占少數，多數士兵是來自北方的蠻族和其他希臘城邦盟友。隨後，安提帕特於前331年親自率兵南下對付斯巴達，並於當年於邁加洛波利斯附近兩軍展開會戰。亞基斯三世並非無能，他善用波斯資源、聯合僱傭兵、奪取克里特，然而他所領導的是一個早已在戰略、資源與體制上落後的國家。他在邁加洛波利斯戰役為部下殿後戰死，象徵了古典希臘戰士國王的最後光輝。
前323，亞歷山大大帝死後，由於斯巴達公民的死亡，來古格士法難以維持，開始大量使用黑勞士補充兵源。雖然克里昂米尼三世在位時，曾嘗試進行改革，一度使斯巴達重現生機，但在公元前222年，克里昂米尼三世統率的斯巴達軍隊在塞拉西亚战役敗給了亞该亞同盟和马其顿国王安提柯三世的联军，克里昂米尼三世被逼逃亡，斯巴達從此走向衰亡。最後在公元前192年，斯巴达被亚该亚同盟吞併，而亚该亚同盟不久亦為羅馬共和國所滅，斯巴達成為羅馬城市，從此不再以獨立城邦的姿態出現。而部分來古格士法還殘存了相當長的一段時間，斯巴達也因此淪為了羅馬富人獵奇的旅遊目的地。

## 特色
斯巴達人經常發動戰爭，拥有的步兵训练嚴格且紮實，是古代世界上作戰能力高强的步兵之一。生产以農業為主，過著簡單的生活，与當時的雅典不同，如不太重视知識、文化發展等等。

### 政治制度

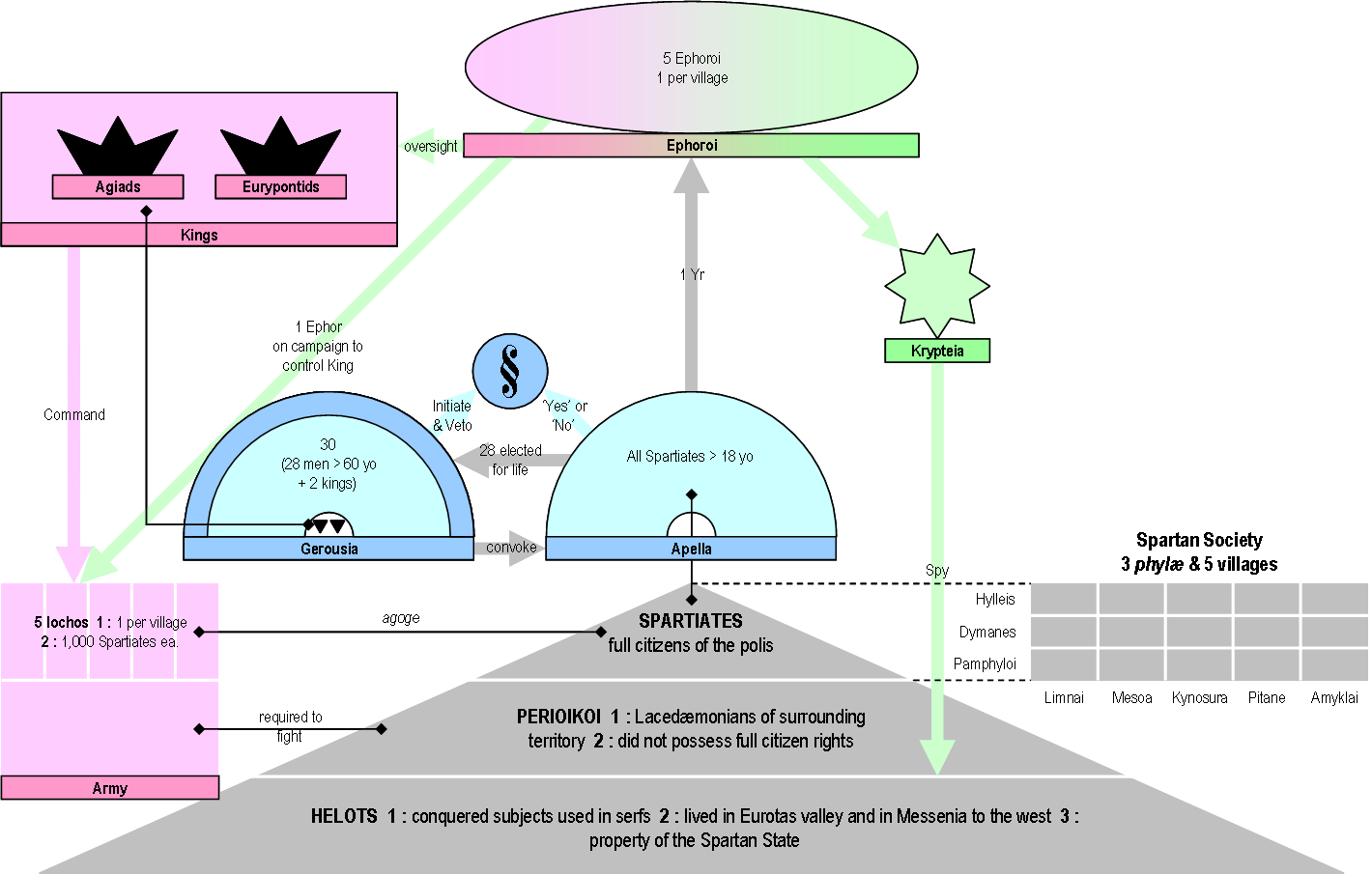
斯巴达政治制度

斯巴達之政治制度相傳為古時立法者來古格士所定，有兩位國王，五位執政官及元老院、公民会议等機關。

#### 二王制
斯巴達行「二王制」，兩個國王分別來自於較高級的亞基亞德家族，與比較低級的歐里龐提家族，但實際上兩個國王的權力均甚小，大權皆在五位執政官之手。國王不過為祭司長、裁判長、出征時之元帥、元老院中的議長而已。至於斯巴達之所以必置二王，即係利用其互相傾軋以王制王之故。斯巴達對於其國王防制頗嚴。國王不得與外國聯婚，防其樹立外援。又不許二王室互相聯婚，防二王的權力合一。
二位國王只有在戰時才有權力，其中一個國王擔任統帥，另一個國王則負責留守。而平時，重大事務均由「長老會議」決定，而長老會議則由28個人組成。除此以外，有5個執政官會幫助國王處理政務，並由元老院作出決定。雖然實際上元老院握有實權，但所有重要事務在名義上還需要公民大會通過，方為有效。

#### 執政官
斯巴達的執政官五人，每年由人民公决，權力遠在國王之上，得擁護國法，監督國家一切公權私權，又可召集元老院及公民会议，對於國王有罪，亦得加以審判。但執政官的任期僅一年，且每事須經五人的同意始有效，故其權力雖大，理论上仍有限制；然而由于该职务并无连任限制，故此后来执政官成为斯巴达城邦中最有实权的职务。

#### 元老院與公民会议
元老院的議員併同二國王共三十人，元老院議員非六十歲以上免役者不能擔任。對於立法、行政、司法之事，概得與聞。每一法案，均須由此提出，非經其表決者，不得提出於公民会议。由全體公民普選而得之公民会议實為元老院的附屬機關，雖有表示贊成或反對元老院所議決的法案之自由，可是實際上是不敢反對的。

### 公民教育

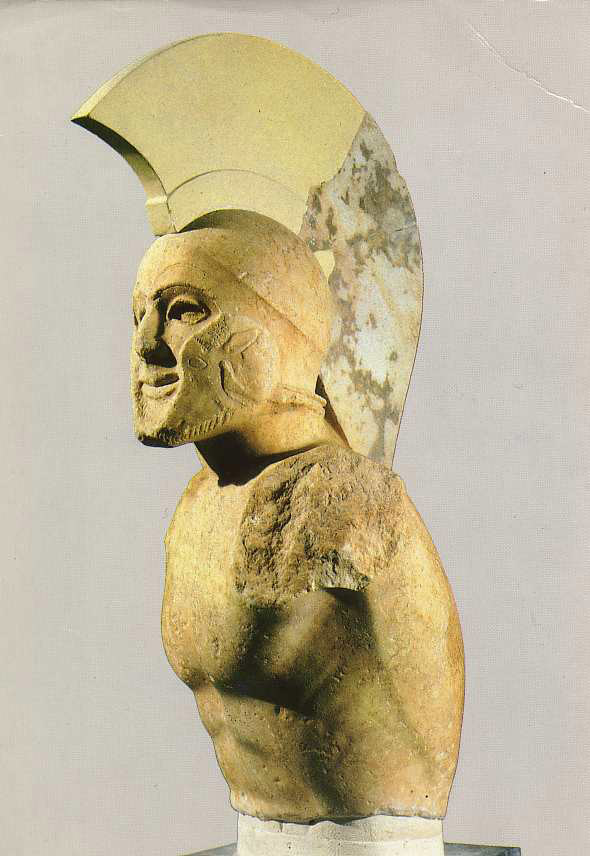
斯巴達戰士的雕像

斯巴達各種制度中的最值得注意者為他們的公民教育。由於斯巴達以少數多利安民族，統治大多數的亞該亞農奴。為了有效防止農奴造反並能在眾邦林立的希臘世界中適應生存，因此訂定一套完整的公民教育制度。「國家至上，軍事第一」是他們的基本政策。男人為了國家作戰；女人為了國家育兒。國王猶如兵團司令，教師就像軍訓教官；學校等於兵營，家庭宛如一個役男生產所。斯巴达人轻视文化教育。青少年只要求会写命令和便条就可以了。斯巴达人要求他们的子弟语言简明，直截了当，从小养成沉默寡言的习惯，说话就像军事口令一样。因为害怕外邦人移居有碍它的军事生活，斯巴达实施严格排外政策，禁止外邦人无故入境。
斯巴達的國家體系基本上已完全軍事化。

#### 嬰兒
斯巴達猶如一個大軍營，其公民的嬰兒剛出生時，便要被檢驗體質，如果不合要求，便會被葡萄酒灌死，拋棄至荒山野嶺。合格的會用葡萄酒為其嬰兒洗澡，便交還給嬰兒的母親撫養到七歲。

#### 男孩
男孩在七歲前是由雙親撫養的，但其父母從小則會訓練他們成為獨立堅強的戰士，甚至有點冷酷無情。七歲後便會編入團隊進行殘酷嚴格的軍事訓練。他們要被訓練為絕對服從，身手敏捷，不怕艱苦的軍人，所以每年均會被燒得滾燙的皮鞭鞭打，並不許求饒或叫喊。當男孩過了12歲，便會被編入少年隊，只能光身赤腳，不論天氣冷暖均只許穿一件外套，並只可在軍營裡作少量進食，逼使他們在外面偷取食物，鍛鍊他們的身手。若被人發現，則會被處罰，因為這證明他身手不靈活。同時也有訓練會將他們丟到荒郊野外，要求他們靠己身之力進行野外求生、與野獸搏鬥，考驗生存能力。至20歲後，則成為正規軍人。30歲時便會成親，但還是要每天作軍訓。60歲時便會退役，國家會對他們比較優待，但仍要作為預備軍，隨時候命。

#### 女孩
斯巴达女性相对于其他古希腊城邦的女性而言拥有比较高的社会地位，按当时规定可以继承40%的家族财产。女孩過了七歲仍留在家裡，但並不從事刺繡等雜務，而是進行艱苦的體格訓練。因為斯巴達人認為只有強壯的母親，方能孕育出勇悍的戰士。因此斯巴達的婦女都十分堅忍，並不怕看到兒子浴血沙場。當兒子要上戰場時，她們並不會為其祝福，而是給他一個盾牌，並對其說：「孩子，帶著盾牌回來，不然就躺在盾牌上。」即謂：如果你不能凱旋歸來，就應戰死沙場而還。
斯巴達有一首最有名的古詩，歌頌一位八個兒子全部為國犧牲的母親。當這位母親知道八個兒子全部陣亡，她並沒有流下眼淚，在凱旋大會表示：
祖國斯巴達呀，我就是為了他們為你犧牲，才生下他們八個，如今我的心願已經完成了。

### 社會階層
斯巴達的社會階層分為斯巴達人、庇里阿西人、希洛人三個階級，這種階級是不能改變的種姓制度。

#### 斯巴達人
第一階級為斯巴達人，為征服者多利亞人的子孫，享有完全的公民權者，他們都住在斯巴達城內，儘管人數很少，卻掌握國家的軍政大權，雖有田而不自耕，其專門之職業為服兵役與任官吏二事。

#### 庇里阿西人
第二為庇里阿西人，為多利亞人入侵時，沒有抵抗而順從的居民，從事於工商業而無參政權，雖為自由民，然不得享有完全的公民權利，他們都住在斯巴達城周圍，及邊境山區和海岸地方；戰時需要為斯巴達軍隊支援。

#### 希洛人
第三階級為黑勞士，意為農奴。他們常隸屬於土地而為第一階級的人服勞奉養而耕作，生活在農村上，沒有公民權與基本人權，被認為是國家的財產；戰時亦隨第一階級之後以服軍役。

#### 對黑劳士的奴役
黑劳士的生活極其艱苦，他們在戰時要作先鋒，但又沒有任何權利，斯巴達人可以隨時殺死他們。黑劳士（希洛人）是斯巴達人的公有財產，在節日裡，斯巴達人經常灌醉黑劳士，並將他們拖至公共場所任意欺凌。黑劳士不論如何，每年均要被鞭笞一次，其目的就是要黑劳士牢記其奴隸身份。甚至每年组织斯巴达少年结队杀戮希洛人（即为克里普提），以此培养斯巴达少年的战斗精神，也削弱希洛人的反抗。亦因如此，黑劳士曾经多次发动起义。有學者認為，斯巴達對外的連年戰爭使黑勞士的負擔重到難以承受，但許多受剝削的黑勞士，後來找到機會擺脫了斯巴達人的剝削和奴役（如第三次美塞尼亞戰爭中重新獲得獨立），讓原本習慣於依靠剝削黑勞士（美塞尼亞人）為生的斯巴達人因此難以謀生，是斯巴達衰落的原因之一。最後這種制度在亚历山大大帝征服斯巴達後被廢除。

### 經濟政策
來古格士所推行經濟制度，完全為軍事需求和維持斯巴达人的统治地位。

#### 土地國有
為了避免土地兼併現象的發生，造成社會貧富差距加大，實行「土地國有」政策，將所有土地全部收歸政府，受予給斯巴達公民，其再將土地發放被統治的農奴進行耕種，向他們收取糧食，而統治者的斯巴達公民可以專心進行軍事訓練，對內鎮壓奴隸的反抗，對外進行侵略戰爭。

#### 鑄造鐵幣
為了平均社會財富，斯巴達發行一種鐵幣，由於沉重、價值較低，所以攜帶不便、流通不易，一方面避免商人屯積貨物，獲取暴利，另一方面，使外國商品，不易打入斯巴達市場，大大降低斯巴達財富外流的可能性。

#### 公食制度
凡斯巴達男子不論貧富，皆會食於公共食堂，食品粗疏，除執政官外，尊貴如國王亦須在此會食。食時得暢談國事，少年子弟因得於此獲得政治上的知識。

### 評價
斯巴達採取軍國主義的獨裁或寡頭體制，並掌控整個國家經濟，除了為了防止麥西尼亞人的反抗其統治外，地理上的孤立也是原因，斯巴達的東北邊與西邊都是山脈，不易與其他城邦產生文化交流，造成斯巴達文化的發展停滯不前，也沒有思想家、科學家或作家誕生，因此在希臘文化中並沒留下太多貢獻。

### 引用
1. 1 2 3  劉增泉. . . 2003: 31頁.
2. ↑  馮作民. . . 1979: 152頁.
3. ↑  馮作民. . . 1979: 145-147頁.
4. ↑  馮作民. . . 1979: 164–166頁.
5. 1 2  馮作民. . . 1979: 166–168頁.
6. ↑  馮作民. . . 1979: 169頁.
7. ↑  馮作民. . . 1979: 195–196頁.
8. ↑  馮作民. . . 1979: 196–197頁.
9. 1 2  王尚德. . . 2010: 111–114頁.
10. 1 2  王尚德. . . 2010: 116頁.
11. ↑  王尚德. . . 2010: 124–126頁.
12. ↑  劉增泉. . . 2003: 34頁.
13. ↑  馮作民. . . 1979: 155-156頁.
14. 1 2 3 4  馮作民. . . 1979: 156–157頁.
15. ↑  馮作民. . . 1979: 157頁.
16. 1 2 3 4  馮作民. . . 1979: 157–159頁.
17. 1 2 3  郭豫斌. . . 2007: 230–233頁.
18. 1 2 3  馮作民. . . 1979: 159-160頁.
19. ↑  馮作民. . . 1979: 152–153頁.
20. ↑  馮作民. . . 1979: 153頁.
21. 1 2  馮作民. . . 1979: 153–154頁.
22. ↑  徐松岩. . 中國世界古代史研究網. 2004. （原始内容存档于2013-10-20）.
23. 1 2 3  馮作民. . . 1979: 161–162頁.
24. ↑  王曾才. . . 2006: 87–91頁.